# Lohr
Pour les articles homonymes, voir Lohr (homonymie).
Ne doit pas être confondu avec Lhor
Lohr est une commune française située dans la circonscription administrative du Bas-Rhin et, depuis le 1er janvier 2021, dans le territoire de la Collectivité européenne d'Alsace, en région Grand Est.

## Géographie

### Localisation
Lohr est une commune située la région historique et culturelle d'Alsace et fait partie du parc naturel régional des Vosges du Nord.
Elle se trouve à 15 km à vol d'oiseau au nord-ouest de Saverne, 20 km au nord-est de Sarrebourg, 44 km au sud-est de Forbach et 46 km de Sarrebruck et 40 km à l'ouest d'Haguenau.
La commune fait partie de la zone d'emploi de Sarreguemines et du bassin de vie de Diemeringen

### Communes limitrophes
Les communes limitrophes sont  Bust, Eschbourg, La Petite-Pierre, Ottwiller, Petersbach, Schœnbourg et Siewiller.

### Géologie et relief
La superficie de la commune est de 10,41 km2 ; son altitude varie de 217  à   383 mètres.
La commune se compose de 45,42 hectares de territoires artificialisés (4,36 %), 386,44 hectares de territoires agricoles (37,09 %) et 610,25 hectares de forêts et milieux semi-naturels (58,57 %).
Espaces naturels :
- Trois espaces protégés hors Natura 2000 Vosges du Nord :

Réserve de Biosphère, zone tampon,
Réserve de Biosphère, zone de transition,
Parc naturel régional.
- Trois zone naturelle d'intérêt écologique, faunistique et floristique (Znieff) :

Paysage agricole et forestier diversifié d'Alsace Bossue,
Forêts des plateaux gréseux des Vosges du Nord,
Prairies à Ottwiller, Siewiller et Bust.

### Hydrographie et les eaux souterraines
Hydrogéologie et climatologie
Système d’information pour la gestion des eaux souterraines du bassin Rhin-Meuse]
Territoire communal : Occupation du sol (Corinne Land Cover); Cours d'eau (BD Carthage),
Géologie : Carte géologique; Coupes géologiques et techniques,
Hydrogéologie : Masses d'eau souterraine; BD Lisa; Cartes piézométriques.
La commune est dans le bassin versant du Rhin au sein du bassin Rhin-Meuse. Elle est drainée par l'Isch, le ruisseau le Rehbach et le ruisseau le Fohnbach,,.
L'Isch, d'une longueur totale de 27 km, prend sa source dans la commune  et se jette  dans la Sarre à Wolfskirchen, après avoir traversé onze communes.

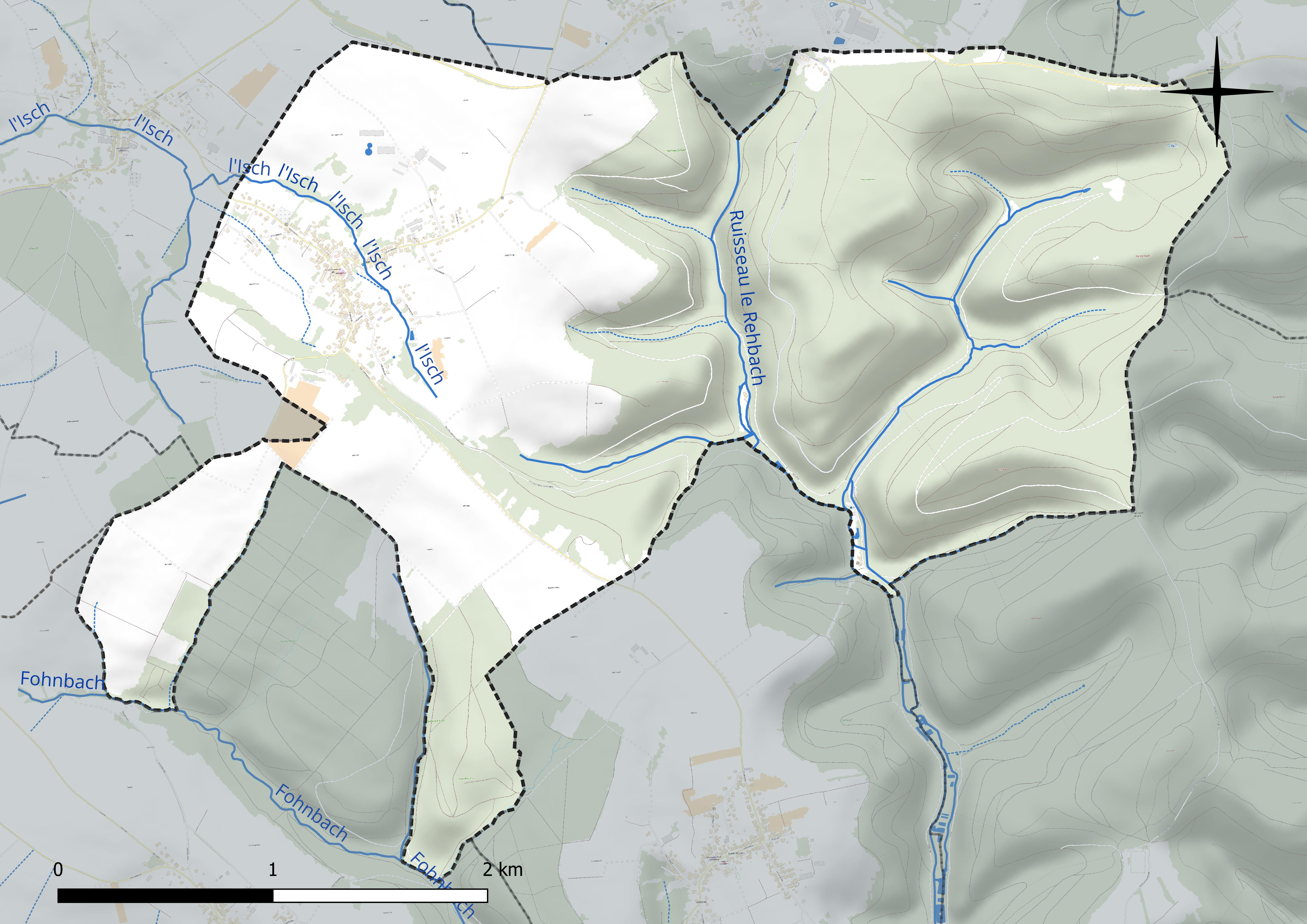
Réseau hydrographique de Lohr.

### Climat
Pour des articles plus généraux, voir Climat du Grand Est et Climat du Bas-Rhin.
En 2010, le climat de la commune est de type climat des marges montargnardes, selon une étude du Centre national de la recherche scientifique s'appuyant sur une série de données couvrant la période 1971-2000. En 2020, Météo-France publie une typologie des climats de la France métropolitaine dans laquelle la commune est exposée à un climat semi-continental et est dans la région climatique Vosges, caractérisée par une pluviométrie très élevée (1 500 à 2 000 mm/an) en toutes saisons et un hiver rude (moins de 1 °C).
Pour la période 1971-2000, la température annuelle moyenne est de 9,6 °C, avec une amplitude thermique annuelle de 17,2 °C. Le cumul annuel moyen de précipitations est de 920 mm, avec 11,9 jours de précipitations en janvier et 10,3 jours en juillet. Pour la période 1991-2020, la température moyenne annuelle observée sur la station météorologique de Météo-France la plus proche, « Berg », sur la commune de Berg à 8 km à vol d'oiseau, est de 10,4 °C et le cumul annuel moyen de précipitations est de 801,8 mm. 
La température maximale relevée sur cette station est de 37,4 °C, atteinte le 25 juillet 2019 ; la température minimale est de −16,8 °C, atteinte le 7 février 2012,,.
Les paramètres climatiques de la commune ont été estimés pour le milieu du siècle (2041-2070) selon différents scénarios d'émission de gaz à effet de serre à partir des nouvelles projections climatiques de référence DRIAS-2020. Ils sont consultables sur un site dédié publié par Météo-France en novembre 2022.

## Urbanisme

### Typologie
Au 1er janvier 2024, Lohr est catégorisée commune rurale à habitat dispersé, selon la nouvelle grille communale de densité à sept niveaux définie par l'Insee en 2022.
Elle est située hors unité urbaine et hors attraction des villes,.

### Occupation des sols

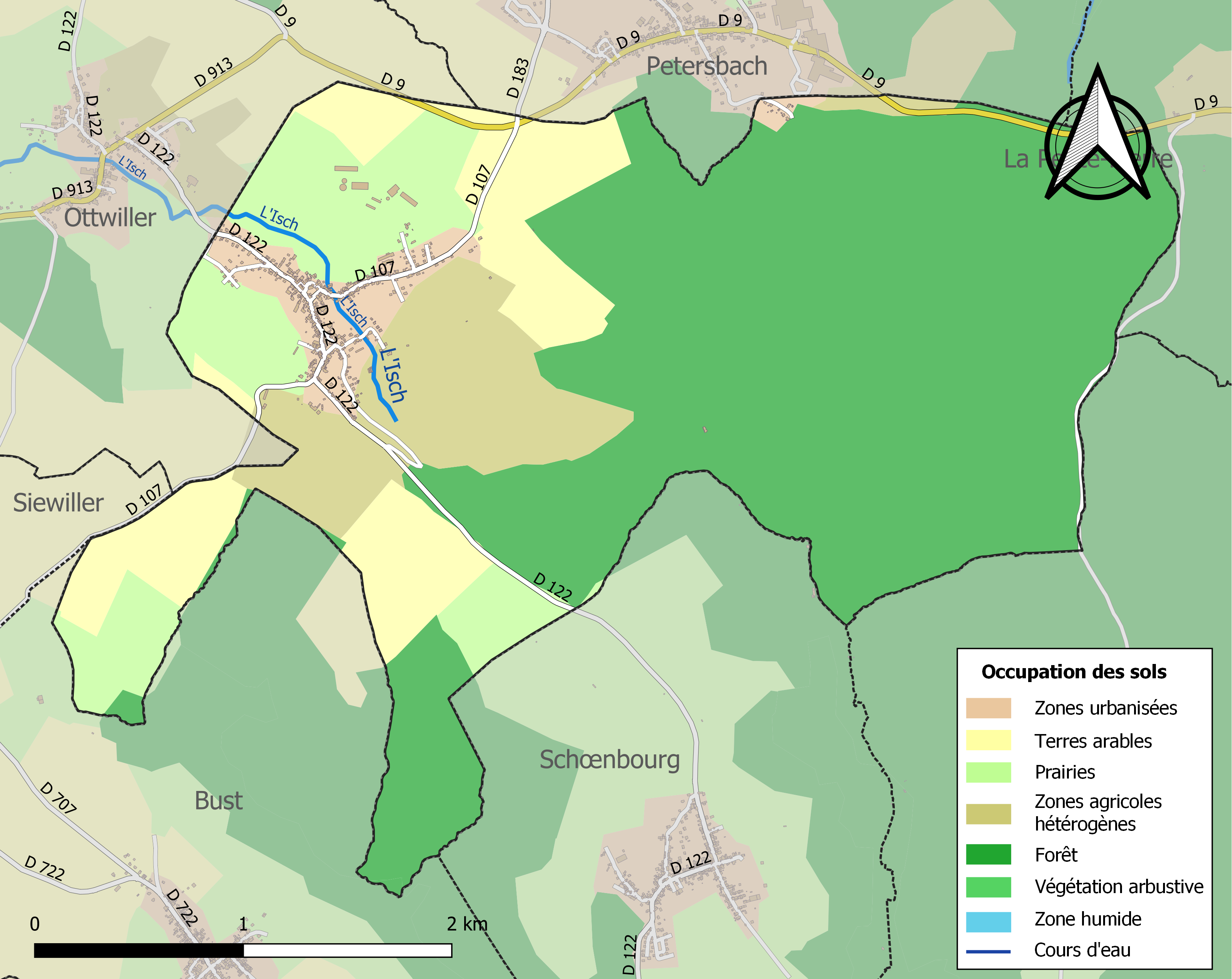
Carte des infrastructures et de l'occupation des sols de la commune en 2018 (CLC).

L'occupation des sols de la commune, telle qu'elle ressort de la base de données européenne d’occupation biophysique des sols Corine Land Cover (CLC), est marquée par l'importance des forêts et milieux semi-naturels (58,5 % en 2018), une proportion sensiblement équivalente à celle de 1990 (59,2 %). La répartition détaillée en 2018 est la suivante : 
forêts (58,5 %), terres arables (13,4 %), prairies (12,7 %), zones agricoles hétérogènes (11,1 %), zones urbanisées (4,3 %). L'évolution de l’occupation des sols de la commune et de ses infrastructures peut être observée sur les différentes représentations cartographiques du territoire : la carte de Cassini (XVIIIe siècle), la carte d'état-major (1820-1866) et les cartes ou photos aériennes de l'IGN pour la période actuelle (1950 à aujourd'hui).

### Lieux-dits, hameaux et écarts
- Rue de Rehbach sur la route forestière du Rehbach reliant Petersbach avec Graufthal ;
- Heiligemühle (ancien moulin sur le Rehbach) ;
- Weckenmühle (ancienne scierie) en direction de Graufthal.

### Habitat et logement
En 2020, le nombre total de logements dans la commune était de 241, alors qu'il était de 235 en 2015 et de 226 en 2010.
Parmi ces logements, 85,4 % étaient des résidences principales, 5,1 % des résidences secondaires et 9,4 % des logements vacants. Ces logements étaient pour 93,1 % d'entre eux des maisons individuelles et pour 6,4 % des appartements.
Le tableau ci-dessous présente la typologie des logements à Lohr en 2020 en comparaison avec celle du Bas-Rhin et de la France entière. Une caractéristique marquante du parc de logements est ainsi une proportion de résidences secondaires et logements occasionnels (5,1 %) supérieure à celle du département (3,3 %) mais inférieure à celle de la France entière (9,7 %).
| Typologie                                               | Lohr | Bas-Rhin | France entière |
| ------------------------------------------------------- | ---- | -------- | -------------- |
| Résidences principales (en %)                           | 85,4 | 88,8     | 82,1           |
| Résidences secondaires et logements occasionnels (en %) | 5,1  | 3,3      | 9,7            |
| Logements vacants (en %)                                | 9,4  | 7,9      | 8,2            |

### Voies de communications et transports

#### Voies routières
- A34, appelée aussi Autoroute de l'Est. Échangeurs Phalsbourg, Sarre-Union, Saverne.
- RD 122 vers Ottwiller, Scheenbourg[26].
- RD 183 > RD9 vers Petersbach.
- RD 107 vers Siewiller.

#### Transports en commun

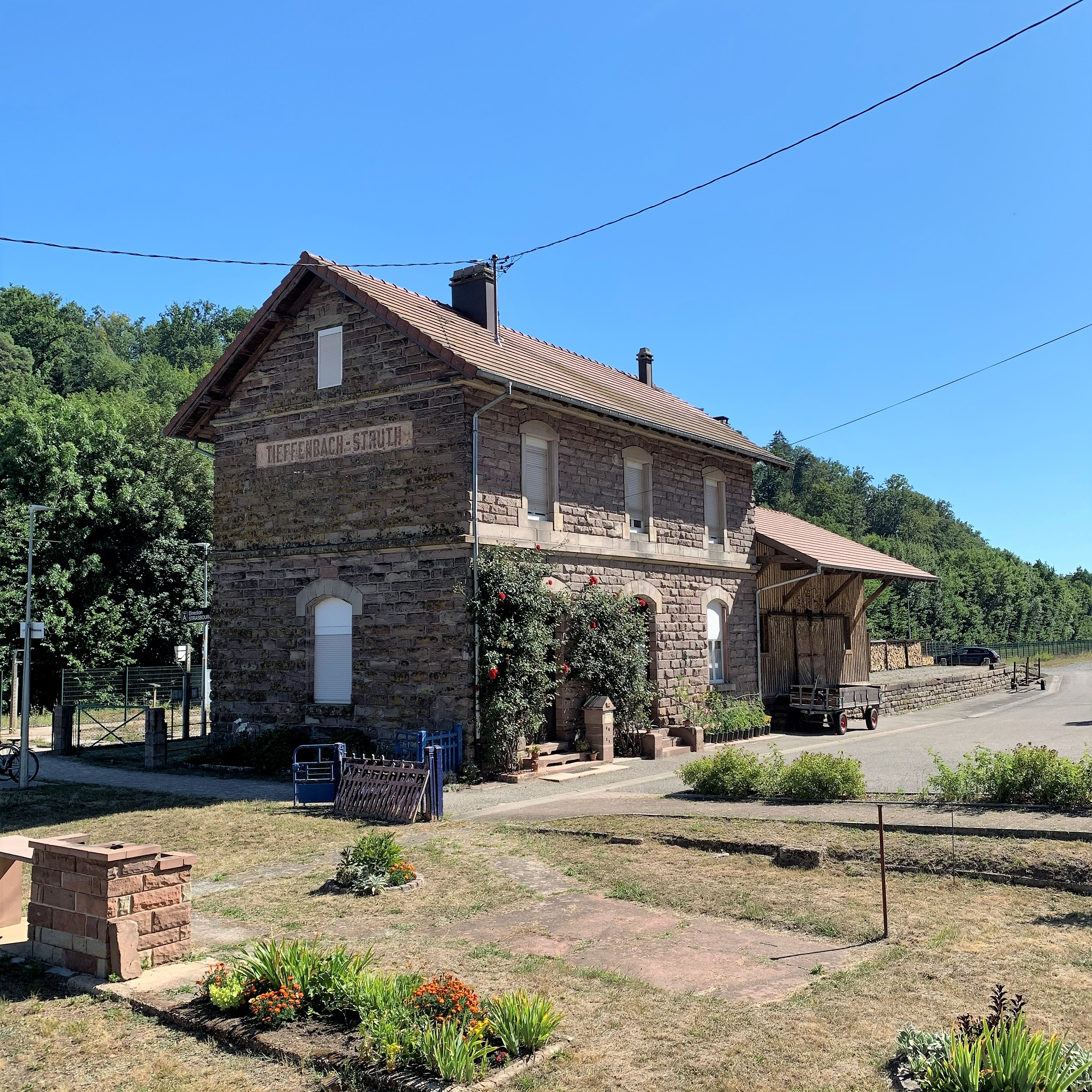
Gare de Tieffenbach - Struth.

#### Lignes SNCF
- Gare de Tieffenbach - Struth,
- Gare de Diemeringen,
- Gare de Wingen-sur-Moder,
- Gare de Lutzelbourg.

## Toponymie
Le nom de LARA, qui devient LARE en 1544, apparaît en l'an 847 dans une charte de l'Abbaye Saint-Pierre-et-Saint-Paul de Wissembourg.

## Histoire
De nombreuses trouvailles néolithiques ou romaines ainsi que des tombes mérovingiennes ont été découvertes sur la commune.
Lohr est, en 1775, une des 25 communes du comté de la Petite-Pierre (Grafschaft Lützelstein) qui comprenait sept cours domaniales[C'est-à-dire ?] : Weinbourg, dont la moitié dépendait du comte de Linange, Lohr.

## Politique et administration

### Rattachements administratifs et électoraux

#### Rattachements administratifs
La commune se trouve  dans l'arrondissement de Saverne du département du Bas-Rhin, qui, fusionné avec le Haut-Rhin, forme depuis 2021 la Collectivité européenne d'Alsace.
Elle faisait partie depuis 1793 du canton de La Petite-Pierre. Dans le cadre du redécoupage cantonal de 2014 en France, cette circonscription administrative territoriale a disparu, et le canton n'est plus qu'une circonscription électorale.

#### Rattachements électoraux
Pour les élections départementales, la commune fait partie depuis 2014 du canton d'Ingwiller
Pour l'élection des députés, elle fait partie de la septième circonscription du Bas-Rhin.

### Intercommunalité
Lohr était membre de la communauté de communes du Pays de La Petite-Pierre, un établissement public de coopération intercommunale (EPCI) à fiscalité propre créé en 1993 et auquel la commune avait transféré un certain nombre de ses compétences, dans les conditions déterminées par le code général des collectivités territoriales.
Dans le cadre des dispositions de la loi portant nouvelle organisation territoriale de la République du 7 août 2015, qui prévoit que les établissements publics de coopération intercommunale (EPCI) à fiscalité propre doivent avoir un minimum de 15 000 habitants, cette intercommunalité a fusionné avec sa voisine pour former, le 1er janvier 2017, la communauté de communes de Hanau-La Petite Pierre, dont est désormais membre la commune

### Liste des maires
| Période                                  | Période                  | Identité           | Étiquette | Qualité           |
| ---------------------------------------- | ------------------------ | ------------------ | --------- | ----------------- |
| Les données manquantes sont à compléter. |                          |                    |           |                   |
|                                          |                          |                    |           |                   |
| 1959                                     | 1965                     | Gilbert Zimmermann |           |                   |
|                                          |                          |                    |           |                   |
| 1977                                     | 1994                     | Gauthier Nicklaus  |           |                   |
| juillet 1994                             | mars 2023                | Frédy Gerbe        |           | Démissionnaire    |
| 2023                                     | En cours (au 3 mai 2024) | Pierre Gangloff    | 23/5/2023 | Gérant de société |

### Budget et fiscalité 2023
En 2023, le budget de la commune était constitué ainsi :
- total des produits de fonctionnement : 312 000 €, soit 596 € par habitant ;
- total des charges de fonctionnement : 280 000 €, soit 535 € par habitant ;
- total des ressources d'investissement : 17 000 €, soit 32 € par habitant ;
- total des emplois d'investissement : 14 000 €, soit 26 € par habitant ;
- endettement : 2 000 €, soit 5 € par habitant.

Avec les taux de fiscalité suivants :
- taxe d'habitation : 9,00 % ;
- taxe foncière sur les propriétés bâties : 25,17 % ;
- taxe foncière sur les propriétés non bâties : 75,00 % ;
- taxe additionnelle à la taxe foncière sur les propriétés non bâties : 0,00 % ;
- cotisation foncière des entreprises : 0,00 %.

Chiffres clés Revenus et pauvreté des ménages en 2021 : médiane en 2021 du revenu disponible, par unité de consommation : 22 100 €.

## Équipements et services publics

### Enseignement
Établissements d'enseignements :
- École maternelle et primaire.
- Collèges à Drulingen, Phalsbourg, Wingen-sur-Moder,
- Lycées à Phalsbourg, Saverne.

### Santé
Professionnels et établissements de santé :
- Médecins à Drulingen, La Petite-Pierre, Phalsbourg, Diemeringe,
- Pharmacies à Drulingen, La Petite-Pierre, Phalsbourg, Diemeringen,
- Hôpitaux à Phalsbourg, Sarre-Union, Saverne.

## Population et société

### Démographie
L'évolution du nombre d'habitants est connue à travers les recensements de la population effectués dans la commune depuis 1793. Pour les communes de moins de 10 000 habitants, une enquête de recensement portant sur toute la population est réalisée tous les cinq ans, les populations de référence des années intermédiaires étant quant à elles estimées par interpolation ou extrapolation. Pour la commune, le premier recensement exhaustif entrant dans le cadre du nouveau dispositif a été réalisé en 2007.

En 2022, la commune comptait 468 habitants, en évolution de −6,02 % par rapport à 2016 (Bas-Rhin : +3,17 %, France hors Mayotte : +2,11 %).
| 1793 | 1800 | 1806 | 1821 | 1831 | 1836 | 1841 | 1846 | 1851 |
| ---- | ---- | ---- | ---- | ---- | ---- | ---- | ---- | ---- |
| 381  | 420  | 460  | 509  | 503  | 599  | 605  | 629  | 607  |

| 1856 | 1861 | 1866 | 1871 | 1875 | 1880 | 1885 | 1890 | 1895 |
| ---- | ---- | ---- | ---- | ---- | ---- | ---- | ---- | ---- |
| 567  | 567  | 604  | 621  | 628  | 650  | 588  | 600  | 580  |

| 1900 | 1905 | 1910 | 1921 | 1926 | 1931 | 1936 | 1946 | 1954 |
| ---- | ---- | ---- | ---- | ---- | ---- | ---- | ---- | ---- |
| 634  | 637  | 606  | 600  | 585  | 578  | 534  | 542  | 506  |

| 1962 | 1968 | 1975 | 1982 | 1990 | 1999 | 2006 | 2007 | 2012 |
| ---- | ---- | ---- | ---- | ---- | ---- | ---- | ---- | ---- |
| 525  | 537  | 548  | 513  | 478  | 522  | 512  | 510  | 494  |

| 2017 | 2022 | - | - | - | - | - | - | - |
| ---- | ---- | - | - | - | - | - | - | - |
| 498  | 468  | - | - | - | - | - | - | - |

### Cultes
- Culte protestant, Paroisse de Lohr (Petersbach) et de La Petite Pierre[38].
- Culte catholique, Communauté de Paroisses Clochers Du Kirchberg[39], Diocèse de Strasbourg.

## Économie

### Entreprises et commerces

#### Agriculture
- Élevage de vaches laitières.
- Élevage d'autres bovins et de buffles.
- Élevage d'autres animaux.
- Culture et élevage associés.
- Culture de céréales, de légumineuses et de graines oléagineuses.
- Autres cultures permanentes.
- Autres cultures non permanentes.

#### Tourisme
- Gîtes ruraux, Maisons d'hôtes à Lohr, Petersbach, Meeting.
- Hôtel à Graufthal.

#### Commerces
- Commerces et services de proximité[40].

## Culture locale et patrimoine

### Lieux et monuments

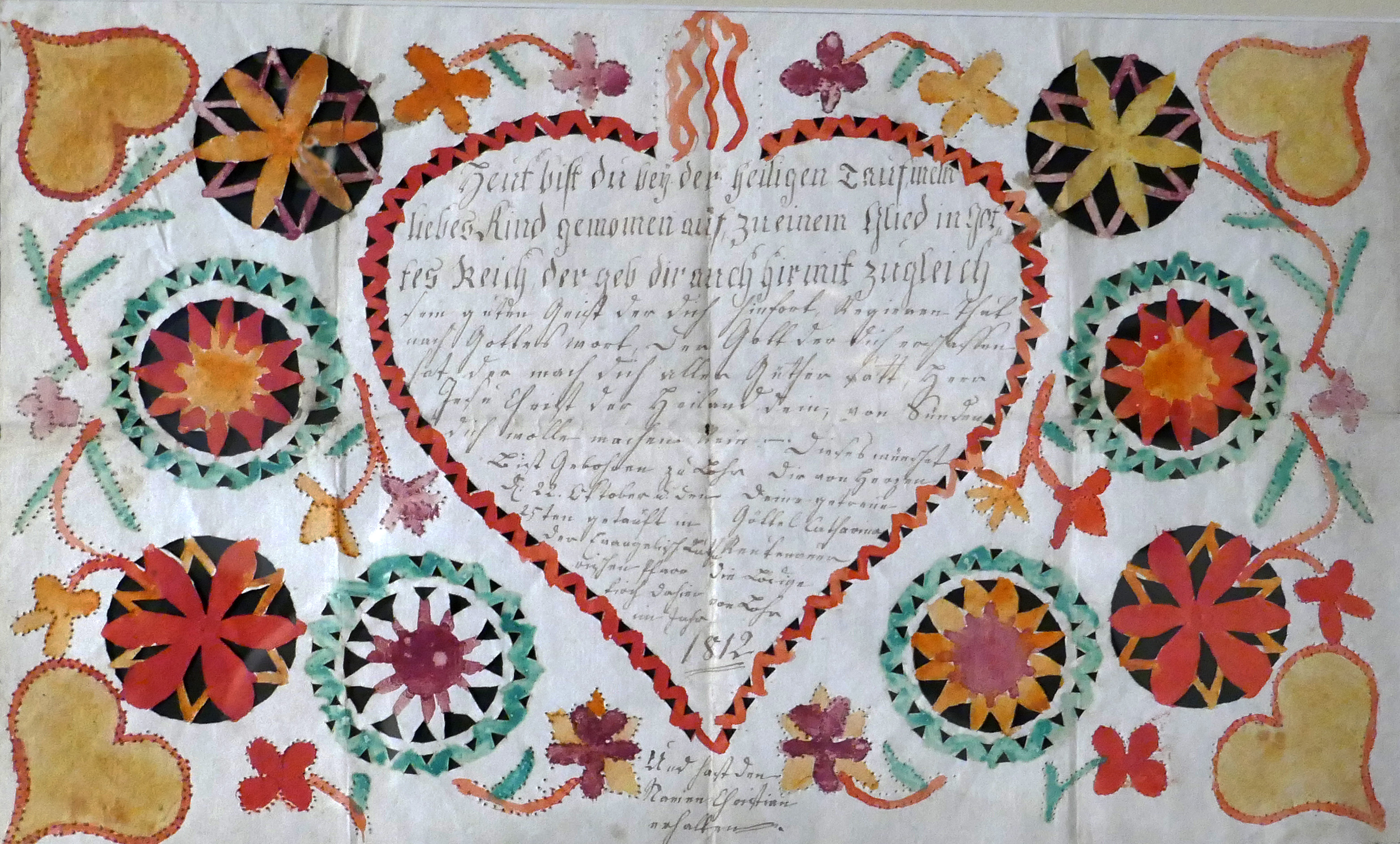
Lettres de baptême protestantes 1812.
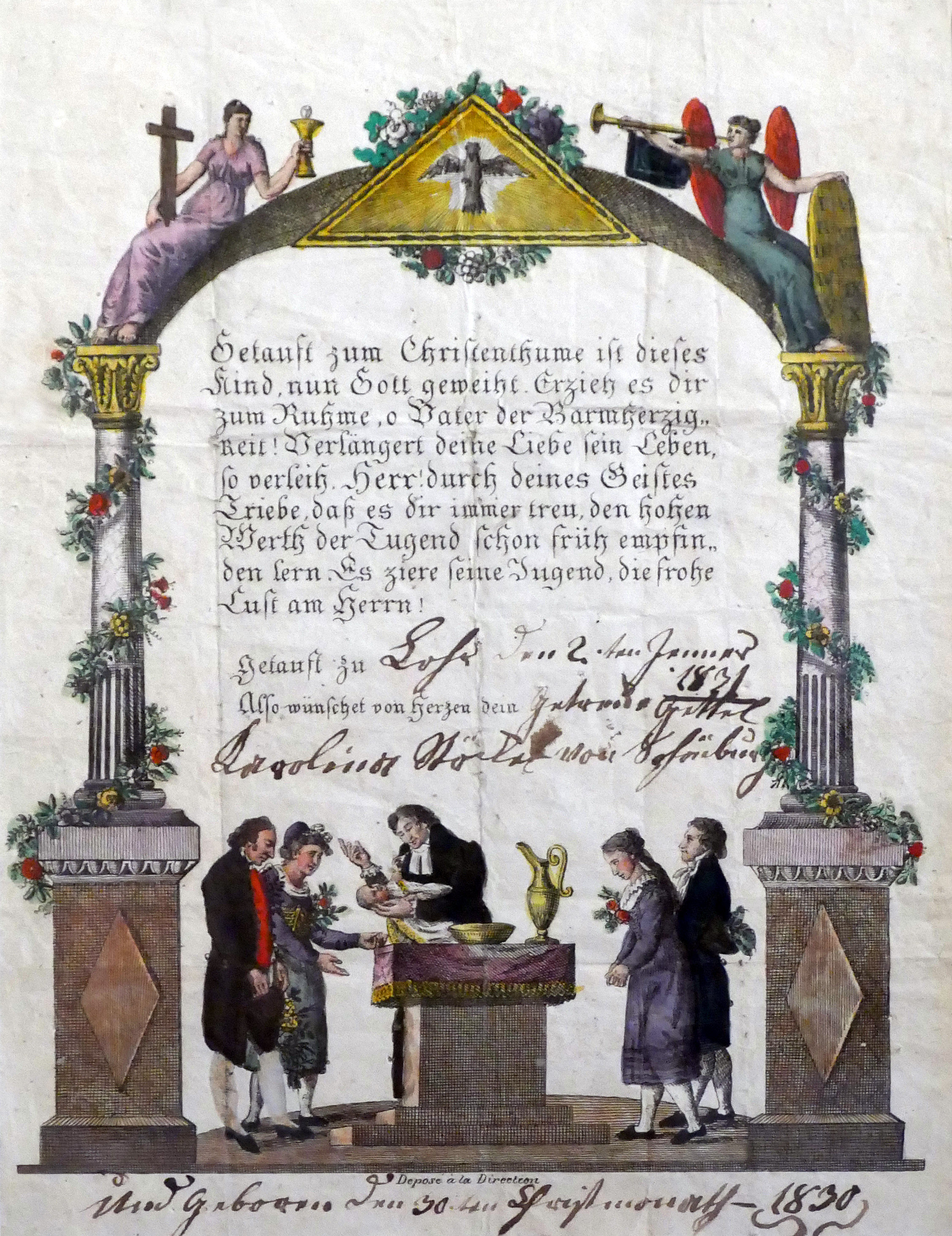
Lettres de baptême protestantes 1831.
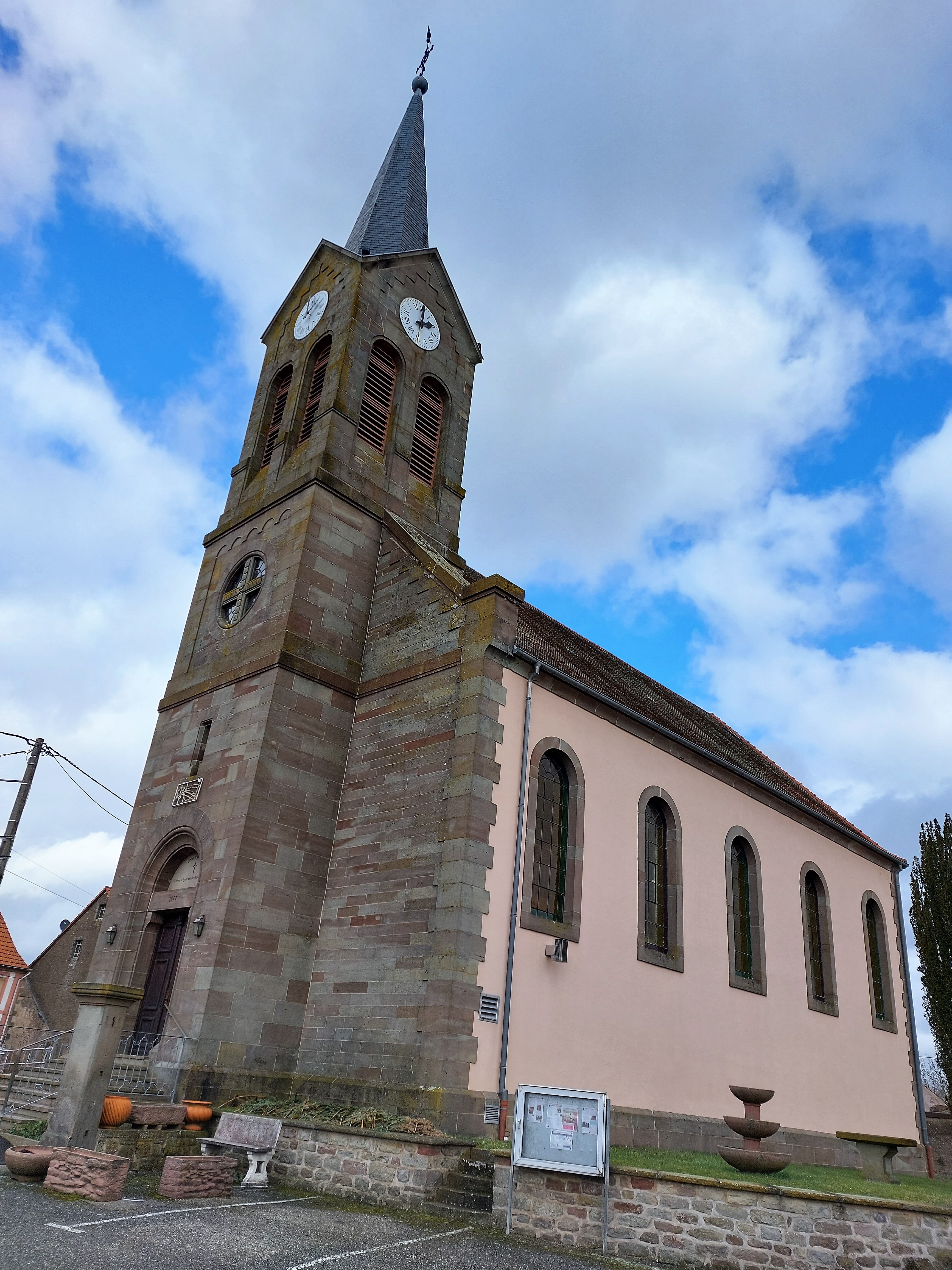
L'église protestante.

- Église protestante de 1877, conçue par l'architecte Louis Furst[41].

Orgue de l'église de protestants,.
Autel.
Mobilier de l'église.
- Monument aux morts[46].

Cimetière de Lohr,.
- Mairie-école[49].
- Ancien véhicule de pompiers[50].

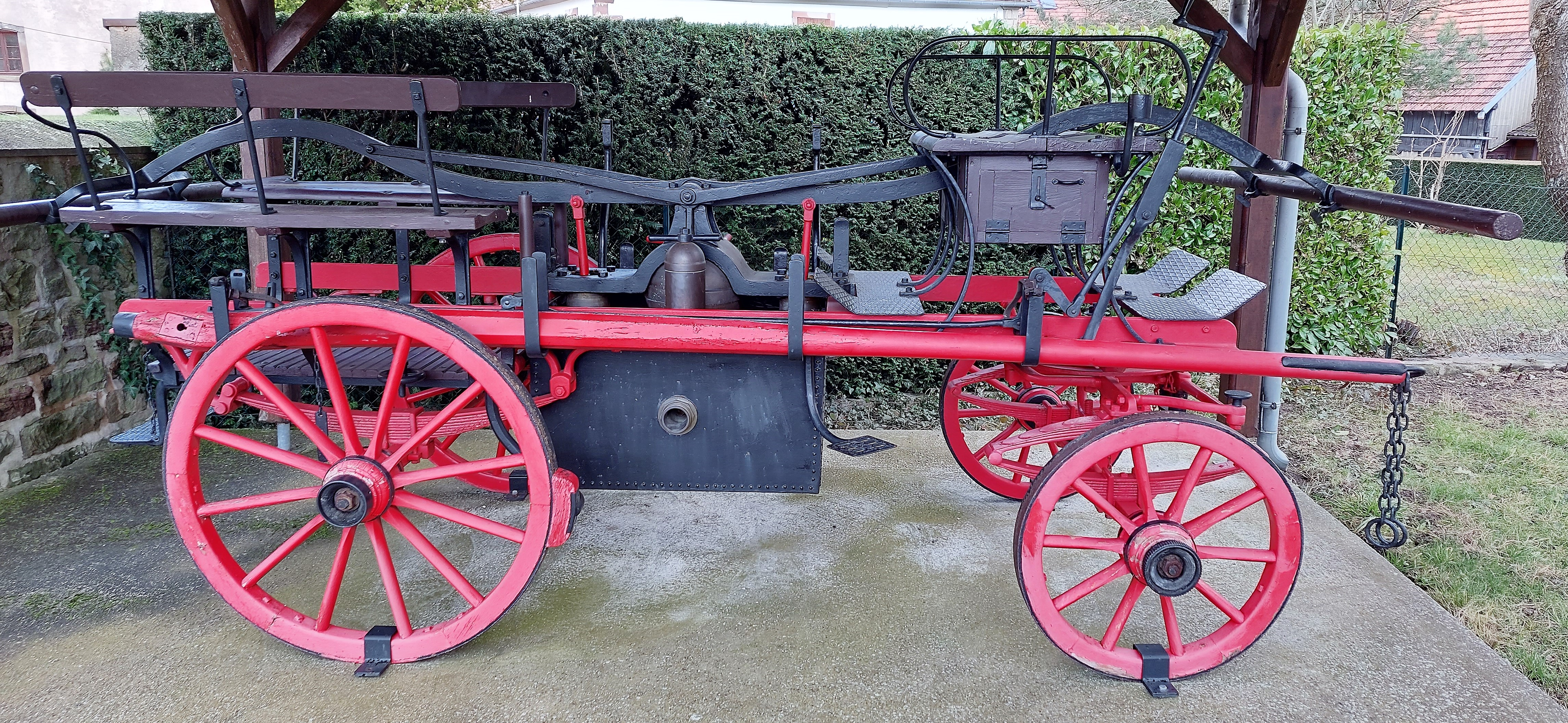
Ancien véhicule de pompiers.

- Patrimoine architectural rural recensé par le service régional de l'Inventaire général du patrimoine culturel : maisons et fermes XIXe et XXe siècles[51].
- Puits[52].

### Langue régionale
Linguistiquement, Lohr se situe dans la zone du francique rhénan.

### Héraldique
| Blason de Lohr | Blason  | Parti : au premier coupé au I de gueules au chevron d'argent et au II d'or plain, au second d'argent au lion de sable, à la bordure de gueules. |
| Blason de Lohr | Détails | Le statut officiel du blason reste à déterminer.                                                                                                |